# Batang, Garzê
Batang är ett härad i Sichuan-provinsen i sydvästra Kina. Häradet har en stor tibetansk befolkning och lyder under den tibetanska autonoma prefekturen Garzê.
Batang gränsar i väst till Jinsha Jiang, som är Yangtze-flodens övre lopp. På andra sidan floden är den autonoma regionen Tibet belägen.